# Turgon (Charente)
Turgon é uma comuna francesa na região administrativa da Nova Aquitânia, no departamento de Charente. Estende-se por uma área de 7,26 km². Em 2010 a comuna tinha 88 habitantes (densidade: 12,1 hab./km²).